# Verovering van Ceuta
De Verovering van Ceuta op 21 augustus 1415 betekende het begin van de Portugese ontdekkingsreizen en de stichting van het Portugese wereldrijk.

## Context
Sinds 711 was het Iberisch Schiereiland grotendeels in handen van de islamitische Moren. Ten tijde van de Almoraviden en de Almohaden kwamen de inwoners van het Iberisch Schiereiland in contact met de rijkdom uit West-Afrika. De havenstad Ceuta lag al eeuwen op de Transsaharahandelsroute en dicht bij de Straat van Gibraltar. Begin de 14e eeuw hadden de Argonezen reeds een poging gewaagd deze stad te veroveren.
Marokko, in handen van de Meriniden, verkeerde sinds 1358 in een fase van verval. Na de dood van Johan I van Castilië in 1390 brak er in de Kroon van Castilië een burgeroorlog uit. Johan I van Portugal (1385-1433) kon van deze beide gebeurtenissen handig gebruik maken en zich toeleggen op de welvaart van zijn land, met name de zeevaart. De verovering van de Noord-Afrikaanse stad Ceuta paste in dat plan: het kon controle geven over de straat van Gibraltar: een belangrijke handelsroute, en bovendien kon het dan wedijveren met de voornaamste rivaal: Castilië. 

## Verovering
Koning Johan I van Portugal leidde zelf zijn oorlogsvloot. Met 45.000 mannen, op 200 Portugese schepen, overrompelden ze op 21 augustus 1415 de verdedigers van Ceuta. Tegen het vallen van de avond was de stad ingenomen. Op de ochtend van 22 augustus was Ceuta in Portugese handen. De plundering van de stad bleek minder winstgevend dan verwacht, en de kolonie Ceuta werd al snel een aanslag op de Portugese schatkist.

## Vervolg
De Trans-Sahara-karavanen verplaatsten zich naar Tanger. Het werd al snel duidelijk dat zonder de stad Tanger het bezit van Ceuta waardeloos was. De poging in 1437 om Tanger te veroveren mislukte. Tanger zou pas in 1471 worden veroverd.